# Xico (Veracruz)
Xico pronunciaciónⓘ es una localidad situada en las faldas del Cofre de Perote en la zona centro del estado de Veracruz, se encuentra a 25 km de la capital del estado, Xalapa. Limita al norte con Coatepec, al sur con Ayahualco y con Perote al oeste. Su nombre proviene de las palabras náhuatl xicotl, xicochimalco, ‘nido de jicotes’ o “en donde hay panales de cera amarilla”. Xico es el segundo municipio del estado reconocido como “Joya de Veracruz” por conservar sus tradiciones y salvaguardar las bellezas históricas y naturales que lo componen. Se distingue por un clima templado y húmedo y por un paisaje de montañas y cafetales. El 6 de diciembre de 2011 fue declarado pueblo mágico.

## Historia
El registro arqueológico más antiguo de la zona es de una población totonaca del siglo IX a. C. En 1454 arribaron un importante número de mexicas tras una hambruna provocada por sequías e inundaciones, de los que quedan vestigios en el cerro de Yoctipac.

El mismo Hernán Cortés en su segunda Carta de relación refiere este asiento nahua:
Entré en una provincia que se llama Sienchimalen [Xicochimalco], en que hay una villa muy fuerte y puesta en recio lugar porque está en una ladera de una sierra muy agra, y para la entrada no hay sino un paso de escalera [...] y en lo llano hay muchas aldeas y alquerías de a quinientos y a trescientos vecinos y a doscientos vecinos labradores, que serán por todos hasta cinco o seis mil hombres de guerra y esto del señorío de aquel Moctezuma.
La importancia de este establecimiento fue disminuyendo tras la llegada de los españoles, principalmente por las epidemias que afectaron enormemente a los indígenas. La población para el siglo XVIII era de 343 familias de indios, siete de españoles y 44 mestizas. A lo largo del siglo XIX y XX la población mestiza fue aumentando, sobre todo en el siglo XX y el estado posrevolucionario al privilegiar el español por sobre en náhuatl que fue cediendo cada vez más.

## Condiciones geográficas
Xico está ubicado en las faldas del Cofre de Perote a 4200 m s. n. m. de altitud y cuenta con una superficie de 176 km² y una gran diversidad geográfica y climatológica. En la parte más alta, con unos 3000 m s. n. m. domina el bosque de pinos, las barrancas y los macizos de roca, se produce papa, avena y haba y es el clima para el ganado ovino. La población es escasa porque se tiende a migrar a la cabecera municipal. Más abajo entre los 2500 y 1500 m s. n. m. el paisaje se transforma a colinas de declive suave, el clima es templado-húmedo, predomina el liquidambar, ilite y el encino. Es muy apropiado para pastizales que alimentan el ganado vacuno. Recientemente se ha dado mucho la tala de arboledas que bordean los ríos para sembrar maíz. Por último hacia el extremo suroeste del municipio a los 900 m s. n. m. el clima es subtropical-húmedo y el principal cultivo es el del café aunque también se da plátano y naranja que le proporcionan sombra a los cafetales. En esta parte se encuentra la cabecera municipal con más del 60% de la población.
En Xico, la temporada de lluvia es caliente y nublada y la temporada seca agradable y parcialmente nublada. La temperatura a lo largo del año va entre los 10 °C y los 28 °C. Al municipio lo riegan los ríos Texolo que es tributario del río La antigua, el Grande, el Pixquiac y el Xoloapan, todos los tributarios del río de los Pescados o de la Antigua así como algunos arroyos y lagunas.

## Fiesta patronal de Santa María Magdalena
La principal celebración de la localidad es la fiesta patronal dedicada a Santa María Magdalena celebrada cada 22 de julio. La organización de la fiesta está a cargo de los mayordomos a quienes les corresponde cuidar la figura, cambiarla de ropa, acompañarla en la procesión, organizar los eventos, sufragar gastos de decoración, música y comida así como organizar a la gente para participar en el adorno de las calles y en el cuidado de la santa.

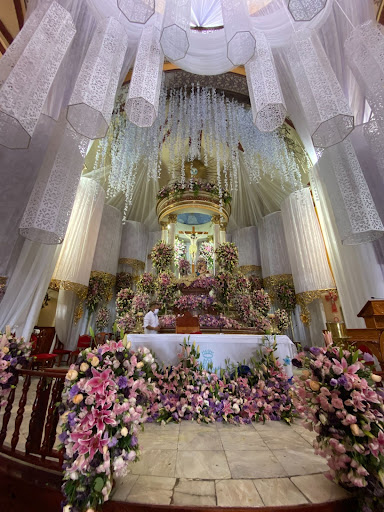
Parroquia de Santa María Magdalena

El novenario de la fiesta comienza el 13 de julio cuando la imagen es sacada de su templo y es llevada en procesión a visitar a las distintas casas que le tienen algún regalo, principalmente vestidos y mantos que han sido velados la noche anterior. En cada casa se detiene la imagen para que la gente se persigne y la imagen se sahume. Hay otras procesiones que hacen los gremios como los lecheros, los choferes, etc. en la que sin la imagen, el grupo le da la vuelta al pueblo y esperan a la imagen de la santa en la capilla del barrio al que pertenecen para entregarle regalos. A lo largo de estos días la Santa va recibiendo múltiples vestidos, mantas, velas, veladoras, joyas, flores, para embellecer su imagen y cortinas, floreros y laminillas de oro para embellecer su iglesia. Santa María Magdalena regresa a su parroquia en la tarde y a las siete se oficia la misa y en la noche la gente se reúne en el atrio para ir quemando toritos que también le regalan. El 15 de Julio es la procesión en la que se reciben a los floreros, las personas que fueron desde el día anterior a cortar flores y plantas para construir el arco floral que se pone en la entrada de la iglesia. Hay gente, danzantes, músicos y toritos esperando a que lleguen los camiones llenos de flores, pulque y plantas a la iglesia.
El 20 de julio, a las doce del día, después de otra procesión se levanta el arco floral en la fachada de la iglesia, mientras que la calle principal que conduce a la iglesia es adornada por distintas familias que construyen una alfombra de aserrín pintado de colores con distintos motivos asociados a Xico. Al día siguiente en una procesión la Santa es llevada por este camino, destruyendo las alfombras. Esta es la última salida de la Santa pues a partir de ahora permanecerá en la iglesia bellamente decorada por dentro y por fuera. La víspera de su santo se celebra el 21 de julio, en donde en la noche se queman toritos y llegan múltiples grupos de danzantes como los “cencenerros” o los “maringuillas”, también hay músicos que esperan hasta el amanecer para recibirla con las mañanitas. Después se visita la casa del mayordomo para tomar atole y pan. El día 22 la imagen permanece todo el día en el templo y hay varias misas en su honor. También después del mediodía hay una corrida de toros.

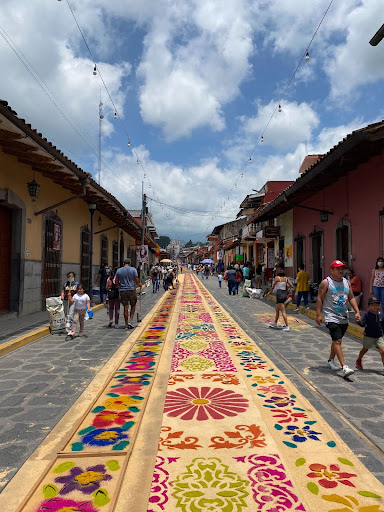
Decoración hecha de aserrín por los habitantes para la celebración de la fiesta patronal
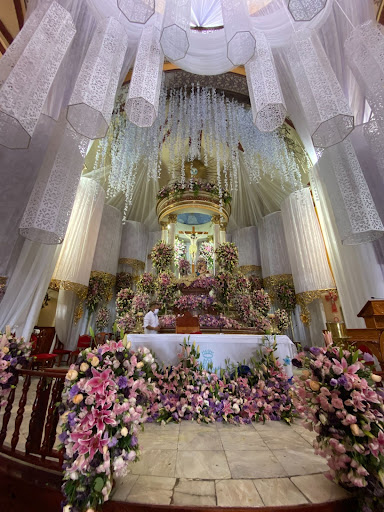
Interior de la iglesia decorada con flores, tela y papel
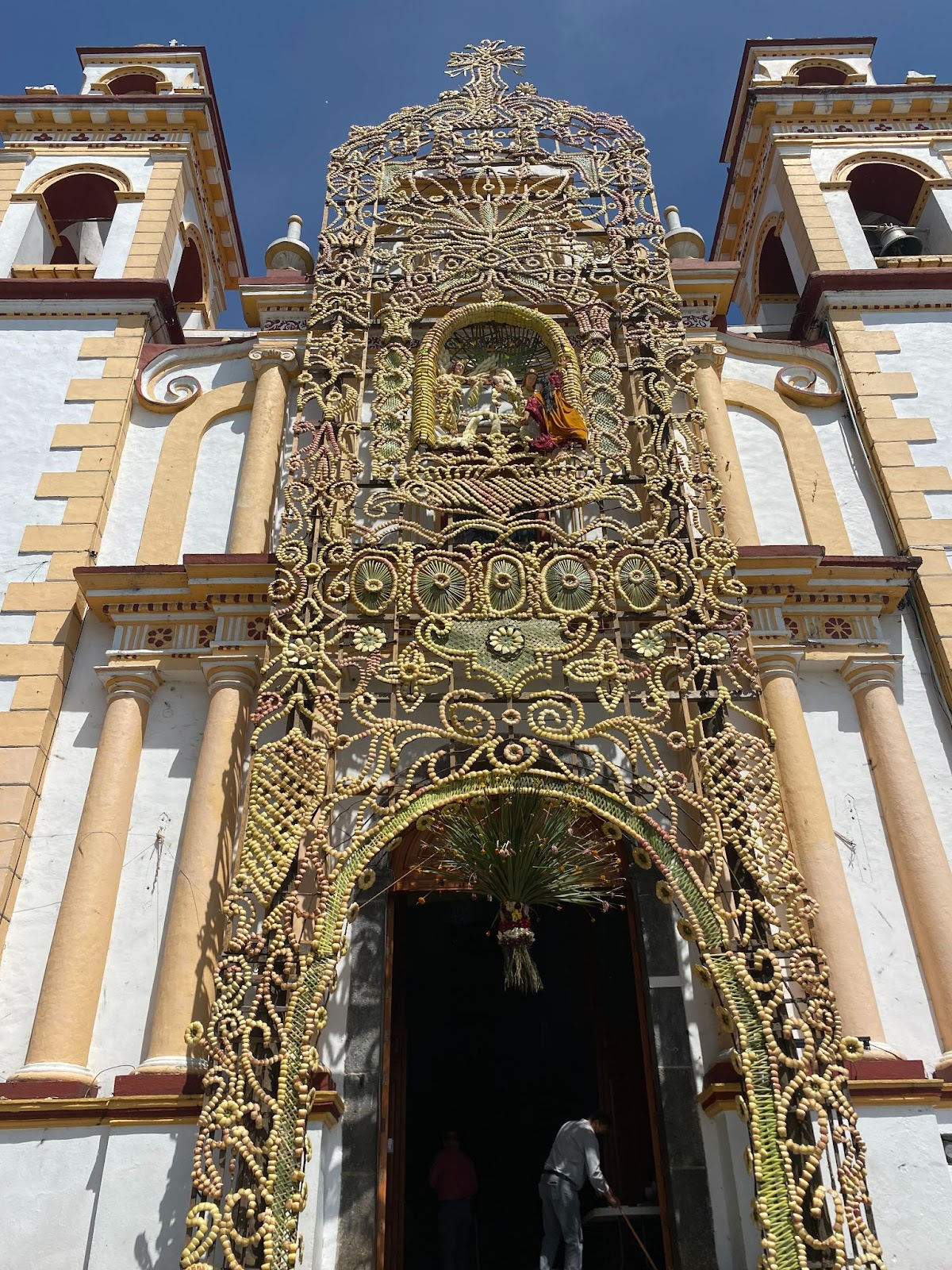
Fachada de la iglesia decorada con un arco de flores y plantas para la fiesta patronal
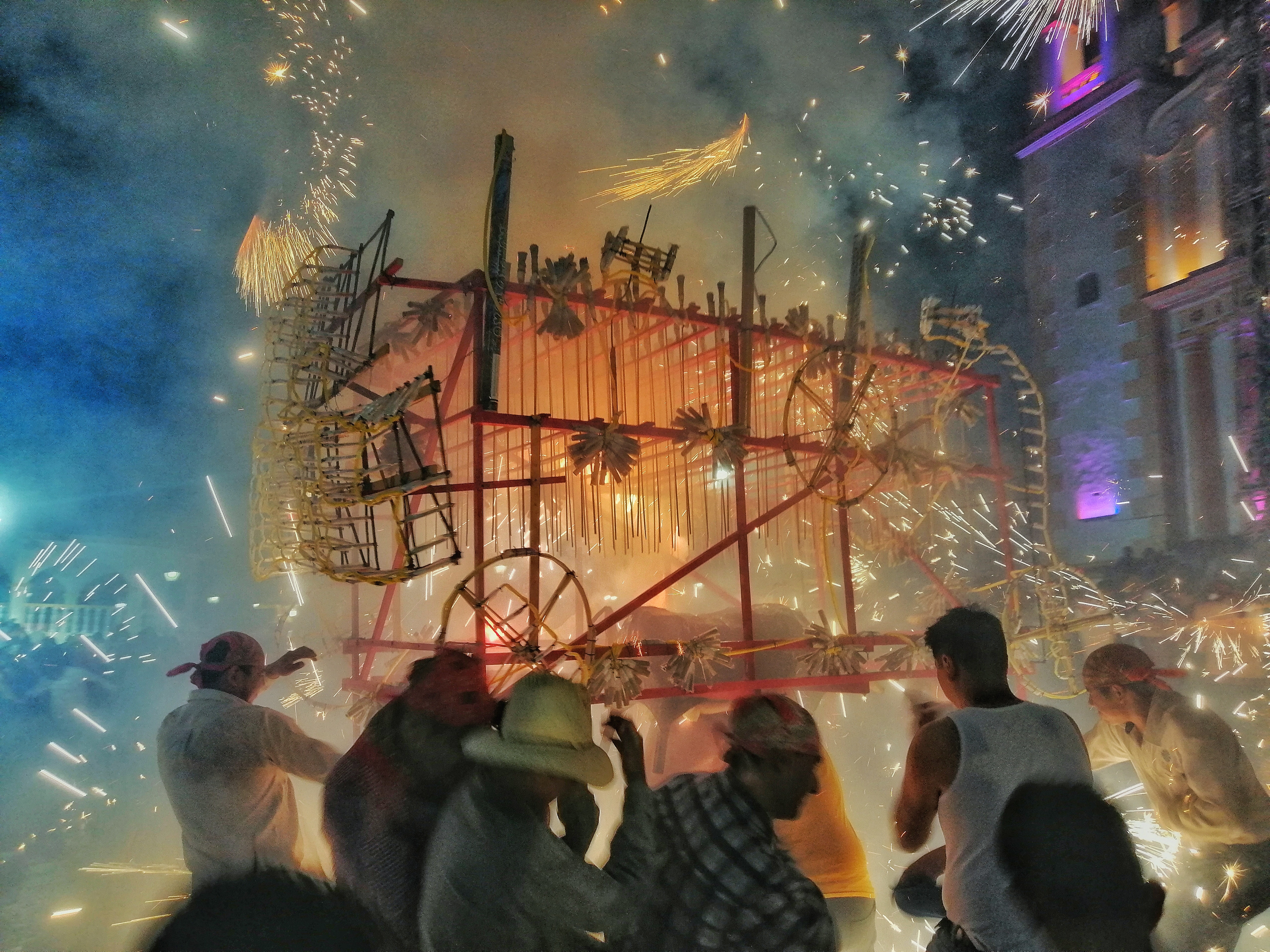
Celebración con los toritos
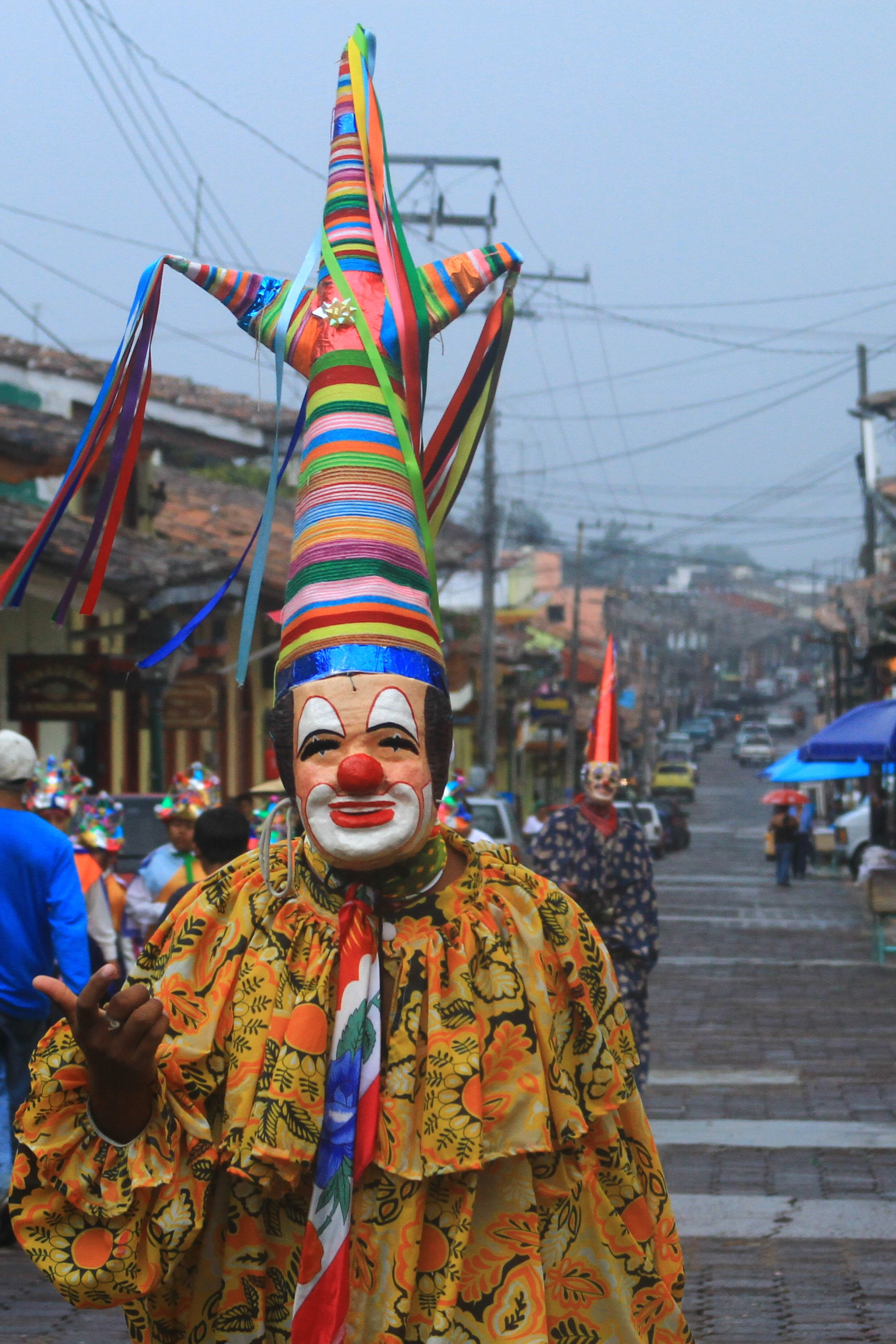
Danza de los payasos

## Turismo

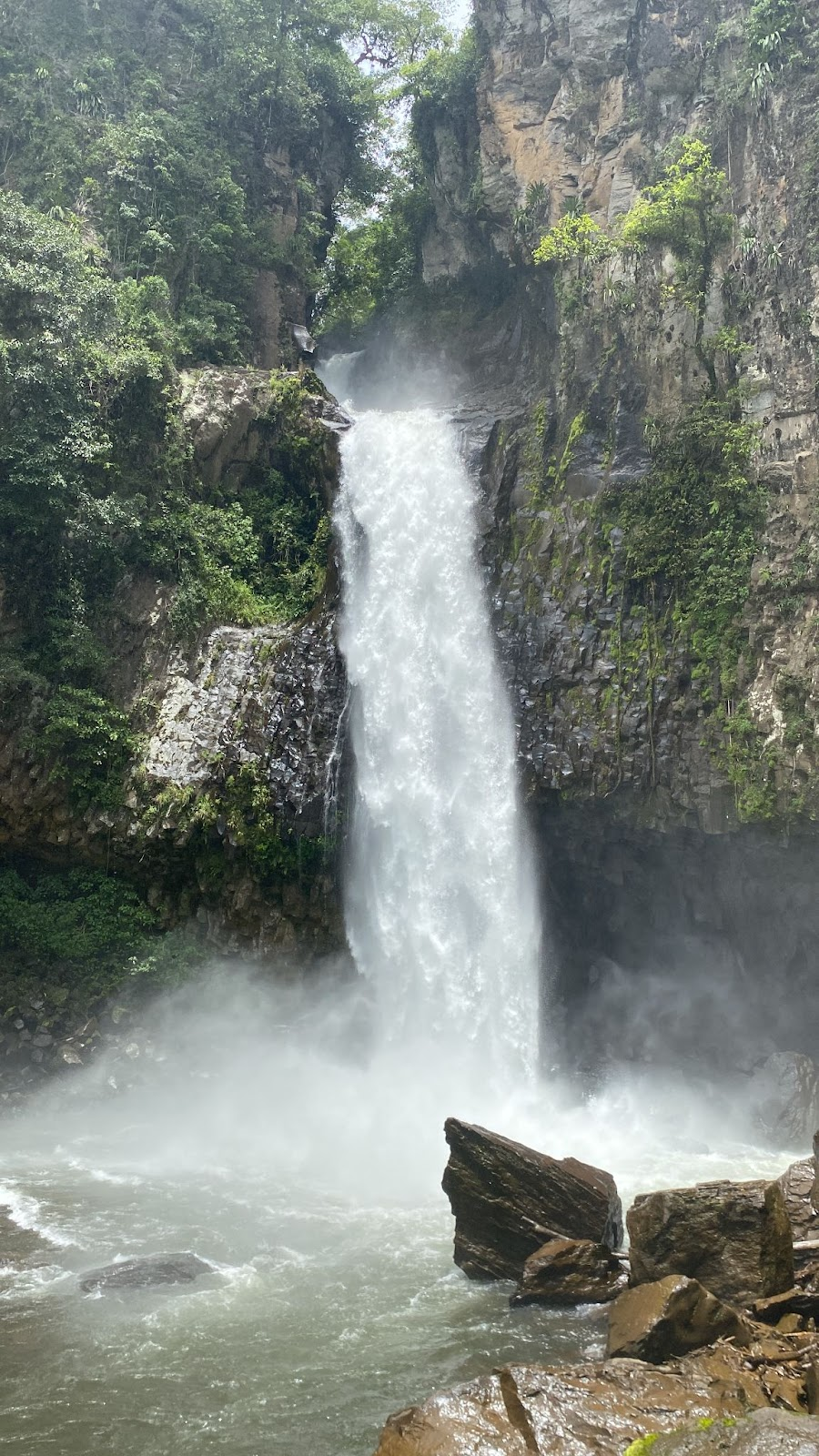
Vista de la cascada de Texolo

Xico es un pueblo con un gran encanto, por sus pintorescas calles empedradas, la arquitectura colonial y las iglesias como la Parroquia de Santa María Magdalena, una construcción del siglo XVI con detalles barrocos y neoclásico y un bonito jardín, en su interior se pueden observar más de 7000 vestidos ofrecidos a la patrona de Santa María Magdalena.
También cuenta con bellos paisajes naturales como bosques, manantiales, ríos y cascadas. Destacan la cascada de La Monja y la de Texolo, esta última ubicada a sólo 3 km y que ostenta un mirador hacia esta hermosa caída de agua de aproximadamente 78 m y un restaurante.

## Gastronomía
El mole xiqueño es muy famoso y tradicional porque es muy dulce, incluso más que el mole poblano. Es muy común comerlo en enmoladas. Está elaborado con chile ancho, chile seco, chile de árbol, galleta, chocolate, ajonjolí, plátano, cacahuate, elote, etc. Otro platillo endémico es el famoso "Xonequi", que consiste en un caldo de frijoles hervidos con las hojas de una enredadera de este nombre en forma de corazón y bolas de masa sazonadas con manteca. Se le puede agregar chile conguito.
En los días de feria es común comer chiles rellenos que son chile verde rellenos de carne de res, cerdo o pollo, aderezado con hierbas de olor, jitomate y pastas y después se fríen. También es muy típico comer tamales canarios hechos con harina de arroz y rellenos de manjar.
La morita es una bebida característica de Xico, que es una mezcla de alcohol de caña y de la mora que se da en el lugar, es muy común que pequeños fabricantes la preparen. También está el famoso verde de Xico que lleva toronjil, anís, hierbabuena y una planta llamada hierba del burro.